# Společnost vlasteneckého muzea v Čechách

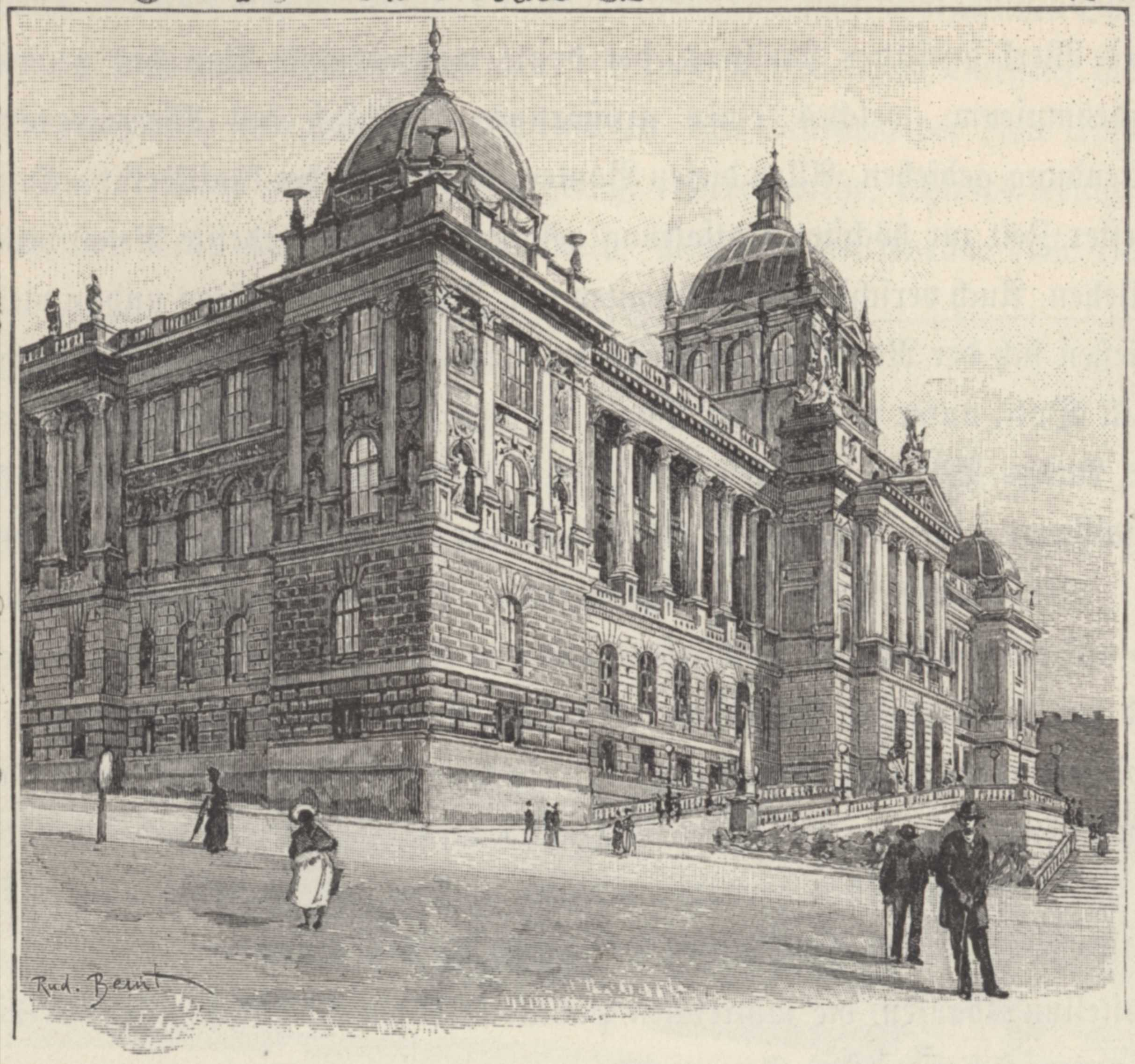
Národní muzeum v roce 1896

Společnost vlastenského muzea v Čechách (ve starší češtině též Společnost wlastenského museum w Čechách, německy Gesellschaft des vaterländischen Museums in Böhmen) bylo sdružení význačných a vlivných osobností, založené v Čechách k vytvoření veřejně dostupné sbírky přírodovědných, historických, zeměpisných a obrazových předmětů. Z ní později vzniklo dnešní Národní muzeum v Praze.

## Okolnosti vzniku
Společnost vznikla v roce 1818 na základě výzvy hraběte Františka Antonína z Kolovrat k založení instituce. K této iniciativě se připojila řada osobností veřejného života v tehdejším Českém království dle skrze vyjádření svých zájmů, mezi nimi např. Kašpar Maria ze Šternberka, František Josef ze Šternberka-Manderscheidu, Josef II. z Nostic a další. Oficiální založení 11. června 1820 stvrdil český král a rakouský císař František I., který 14. června 1822 schválil stanovy.
Založením společnosti chtěli její zakladatelé propojit vědecké výsledky badatelů z německých a českých částí Čech. Účel společnosti bylo vytvoření: „...uspořádaných sbírek přírodnin a památek ze současnosti k předvedení vhodného užití a uchování pro potomky.“ Kašpar Maria ze Šternberka, první předseda, měl až do své smrti v roce 1838 mimořádně silný a prospěšný vliv na tuto společnost a vývoj jejích sbírek. Prvním ekonomickým vedoucím společnosti byl zvolen kníže August Longin z Lobkowicz.
V prvních letech existence se rozlišovalo mezi zakládajícími a výkonnými členy. Jejich úloha spočívala na dodávání předmětů do sbírek nebo dohled nad dary od přispěvatelů, resp. stanovených ročních příspěvků. Sebrané předměty byly uchovávány v budově Společnosti vlasteneckých milovníků umění. Využívání sebraných předmětů bylo zpočátku možné v prostorách knihovny denně vyjma středy a neděle.
Od roku 1827 Společnost vydávala Časopis společnosti vlastenského Museum v Čechách (předchůdce dnešního Časopisu Národního muzea), jehož prvními redaktory byli František Palacký a Pavel Josef Šafařík.